# 蒙塔尔吉尔
蒙塔尔吉尔是葡萄牙波塔莱格雷区的一个堂区。总面积296.76平方公里，总人口2781人，人口密度9.4人/平方公里。